# Johan Rockström
Johan Rockström is directeur van het Stockholm Resilience Centre en geeft onderwijs in het beheer van natuurlijk kapitaal aan de Universiteit van Stockholm. Hij is een strategisch denker over hoe veerkracht kan worden ingebouwd in gebieden waar watertekort is, en hij heeft meer dan publicaties op zijn naam op velden variërend van praktisch land- en watergebruik tot wereldwijde duurzaamheid. Rockström was directeur van het Stockholm Environment Institute van 2004-2012.
Rockström is internationaal erkend met betrekking tot wereldwijde duurzaamheidskwesties. In 2009 leidde hij het team dat het Planetaire grenzen raamwerk ontwikkelde.

## Enkele recente publicaties
- Rockström J, L Karlberg en M Falkenmark (2011) "Global Food Production in a water-constrained world: exploring 'green' and 'blue' challenges and solutions." In Grafton, R. Q. and K. Hussey (eds.) 2011. Water Resources Planning and Management. Cambridge University Press.
- Rockström J en L Karlberg (2010) The quadruple squeeze: Defining the safe operating space for freshwater use to achieve a triply green revolution in the Anthropocene. Ambio, 39(3): 257-265. DOI:10.1007/s13280-010-0033-4
- Hoff H, M Falkenmark, D Gerten, L Gordon, L Karlberg and J Rockström (eds.) (2010) Journal of Hydrology: Green-Blue Water Initiative (GBI), 384(3/4): 175-306.
- Enfors E, J Barron, H Makurira, J Rockström and S Tumbo (2010) Yield and soil system changes from conservation tillage in dryland farming: A case study from North Eastern Tanzania. Agricultural Water Managemen, online 7 April. DOI:10.1016/j.agwat.2010.02.013
- Reid WV, D Chen, L Goldfarb, H Hackmann, YT Lee, K Mokhele, E Ostrom, K Raivio, J Rockström, HJ Schellnhuber and A Whyte (2010) Earth System Science for Global Sustainability: Grand Challenges. Science, 12 November, pp. 916–917. DOI:10.1126/science.1196263
- Kijne, J, J Barron, H Hoff, J Rockström, L Karlberg, J Gowing, SP Wani, D Wichelns (2009) Opportunities to increase water productivity in agriculture with special reference to Africa and South Asia. Stockholm: SEI. SEI project report.
- Hoff H, M Falkenmark, D Gerten, L Gordon, L Karlberg and J Rockström (2010) Greening the global water system. Journal of Hydrology, 384(3/4): 177-186. DOI:10.1016/j.jhydrol.2009.06.026
- Wani SP, Rockström J and Oweis TY (2009) Rainfed agriculture: unlocking the potential CABI. ISBN 978-1-84593-389-0.
- Rockström J, M Falkenmark, L Karlberg, H Hoff, S Rost and D Gerten (2009) Future water availability for global food production: The potential of green water for increasing resilience to global change. Water Resources Research, vol. 45. DOI:10.1029/2007WR006767
- Rost S, D Gerten, H Hoff, W Lucht, M Falkenmark, J Rockström (2009) Global potential to increase crop production through water management in rainfed agriculture. Environmental Research Letters, no. 4, 9 pp. DOI:10.1088/1748-9326/4/4/044002
- Kartha S, Siebert CK, Mathur R, Nakicenovic N, Ramanathan V, Rockström J, Schellnhuber HJ, Srivastava L and Watt R (2009) A Copenhagen Prognosis: towards a safe climate future Stockholm Environment Institute.
- Rockström J, Steffen W, Noone K, Persson Å, Chapin III FS, Lambin EF, Lenton TM, Scheffer M, Folke C, Schellnhuber HJ,  Nykvist B, de Wit CA, Hughes T, van der Leeuw S, Rodhe H, Sörlin S, Snyder PK, Costanza R, Svedin U, Falkenmark M, Karlberg L, Corell RW, Fabry VJ, Hansen J, Walker B, Liverman D, Richardson K, Crutzen P and Foley JA (2009) "A safe operating space for humanity" Nature, 461: 472–475. DOI:10.1038/461472a* Rockström J, Vohland K, Lucht W, Lotze-Campen H, von Weizsäcker EU and Tariq Banuri T (2007) "Making progress within and beyond borders" In: Schellnhuber H-J, Stern N and Molina M (eds) Global sustainability: a Nobel cause, Chapter 4, pages 33–48. Cambridge University Press, 2010. ISBN 978-0-521-76934-1.
- Falkenmark M and Rockström J (2004) Balancing water for humans and nature: the new approach in ecohydrology Earthscan. ISBN 978-1-85383-927-6.
- Wijkman A and Rockström J (2011) Den stora förnekelsen (Swedish), The Great Denial (English version due late 2011), new book: interview[dode link] review